# Xanthomonas axonopodis p.v. khayae
Xanthomonas axonopodis p.v. khayae là một loài Gammaproteobacteria trong họ Xanthomonadaceae. Loài này được Sabet, 1959Vauterin et. al miêu tả khoa học đầu tiên năm 1995.
Đây là loài gây hại của cây Khaya senegalensis, phát triển phổ biến ở Sudan.